# Usingerella
Usingerella är ett släkte av insekter. Usingerella ingår i familjen ängsskinnbaggar.
Kladogram enligt Catalogue of Life:
| Usingerella | \| \| Usingerella bakeri \| \| \| \| \| \| Usingerella simplex \| \| \| \| |
|             | \| \| Usingerella bakeri \| \| \| \| \| \| Usingerella simplex \| \| \| \| |
|             | Usingerella bakeri                                                         |
|             |                                                                            |
|             | Usingerella simplex                                                        |
|             |                                                                            |